# Álvaro Cuesta
Álvaro Francisco Narciso Cuesta Martínez (Oviedo, 28 de junio de 1955) es abogado y político español. Vocal del Consejo General del Poder Judicial desde el año 2013, fue miembro de su Comisión Permanente. Con anterioridad fue diputado del PSOE en el Congreso y concejal del Ayuntamiento de Oviedo.

## Biografía
Licenciado en Derecho por la Universidad de Oviedo. Obtuvo el título de especialista en Derecho Comunitario por el Centro de Estudios Europeos de la Universidad de Alcalá de Henares. Está en posesión, desde 1995, de la Gran Cruz de San Raimundo de Peñafort. Es miembro de la Comisión Permanente del Consejo General del Poder Judicial desde el año 2013 hasta el 2021. Fue Diputado desde las elecciones generales del 28 de octubre de 1982 por la circunscripción de Asturias hasta el 12 de diciembre del año 2011. Asimismo en el periodo 1995 - 1999 fue Concejal del Ayuntamiento de Oviedo.
Ha sido miembro activo en distintas Comisiones Parlamentarias y, desde 2004 presidió la Comisión de Justicia del Congreso de los Diputados entre los años 2004 y 2011. Desde el año 2000 fue miembro de la Comisión Ejecutiva Federal del PSOE, como Secretario de Política Municipal y Libertades Públicas y desde 2008 Secretario ejecutivo de Libertades Públicas y Derechos de Ciudadanía hasta el año 2012. A nivel internacional ha sido miembro de la Asamblea Parlamentaria del Consejo de Europa y de la de la OTAN. En su labor como diputado ha intervenido en la elaboración de los proyectos de ley de carácter procesal y penal, código Penal, ley del Jurado, Ley Orgánica del Poder Judicial, Enjuiciamiento Civil, mercantil y de administración local y ha sido portavoz del Grupo Parlamentario Socialista en la Comisión de investigación de los atentados del 11 de marzo de 2004.
Es afiliado del PSOE desde 1974. 